# Resolució 1435 del Consell de Seguretat de les Nacions Unides
La Resolució 1435 del Consell de Seguretat de les Nacions Unides fou adoptada el 24 de setembre de 2002. Després de recordar les resolucions 242 (1967), 338 (1973), 1397 (2002), 1402 (2002) i 1403 (2002), el Consell va exigir el final de les mesures israelianes a Ramal·lah, inclosa la destrucció de les infraestructura palestines.
El Consell de Seguretat va reiterar la seva preocupació pels esdeveniments que tenien lloc a la regió des de setembre de 2000 i el seu deteriorament, en particular els atacs terroristes contra civils a Israel i en una escola palestina a Hebron. Va exigir el final de l'ocupació de la seu del President de l'Autoritat Nacional Palestina Yasser Arafat. A més, s'alarmava per la reocupació de les ciutats palestines i les restriccions a la llibertat de moviment de persones i béns i la necessitat que tots respectessin el Quart Conveni de Ginebra de 1949.
La resolució va reiterar la necessitat d'un cessament total de tots els actes de violència, exigint que Israel finalitzési les mesures a Ramal·lah i els seus voltants i retirés les forces d'ocupació de les ciutats palestines a les posicions mantingudes abans de setembre de 2000. Es va demanar a l'Autoritat Palestina que entregués a la justícia als responsables dels actes terroristes. També va donar suport als esforços diplomàtics del Quartet de Madrid i d'altres a la regió i va reconèixer la iniciativa adoptada a la Cimera de la Lliga Àrab a Beirut, on es va poder afirmar que es podria aconseguir la pau entre Israel i els palestins a través de l'abandó del dret de retorn dels refugiats palestins a canvi de l'establiment d'un estat palestí en les fronteres de 1967 i compartint Jerusalem.
La resolució 1435 va ser aprovada per 14 vots contra cap i l'abstenció dels Estats Units. Els representants estatunidencs John Negroponte i James Cunningham van declarar que el país no donaria suport a una "resolució unilateral" que no condemnés explícitament als terroristes o a qui els donaven santuari.